# Station Valk
Station Valk is een voormalige spoorweghalte aan spoorlijn 59 (Antwerpen-Gent) bij het gehucht Valk in Belsele een deelgemeente van Sint-Niklaas. De stopplaats werd gesloten bij het uitbreken van de Tweede Wereldoorlog maar bleef tot 1943 in het spoorboekje staan.
Belsele · Belsele-Dorp · Eigenlo · Nieuwkerken-Waas · Sinaai · Sint-Niklaas · Sint-Niklaas-Oost · Sint-Niklaas-West · Valk · Westakkers
0,0: Antwerpen-Berchem ·
4,0: Antwerpen-Zuid ·
7,0: Antwerpen-Linkeroever ·
9,1: Zwijndrecht ·
10,1: Zwijndrecht-Fort ·
12,1: Melsele ·
14,0: Beveren ·
15,1: Haasdonk ·
18,5: Westakkers ·
19,5: Nieuwkerken-Waas ·
22,7: Sint-Niklaas ·
25,3: Sint-Niklaas-West ·
26,2: Valk ·
27,1: Belsele ·
28,7: Sinaai ·
32,0: Heiken ·
35,7: Lokeren ·
38,4: Staakte ·
41,5: Zeveneken ·
43,6: Beervelde ·
46,8: Lochristi ·
49,5: Destelbergen ·
51,2: Westveld ·
53,0: Oostakker ·
?: Gent-Waas ·
55,8: Gent-Dampoort